# 保護スーツ

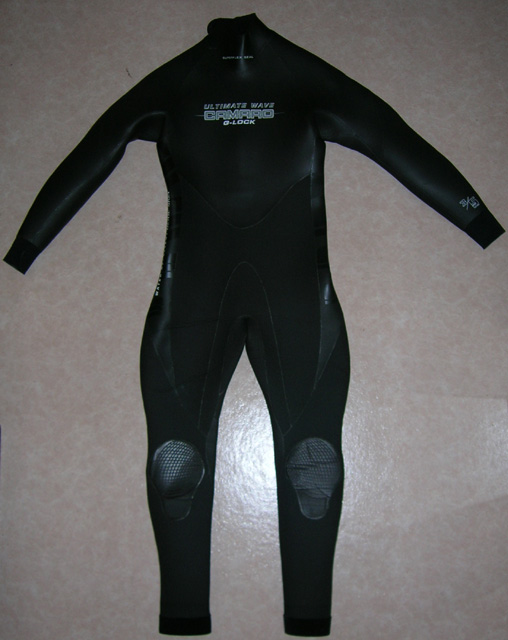
サーフィン用ウェットスーツの例

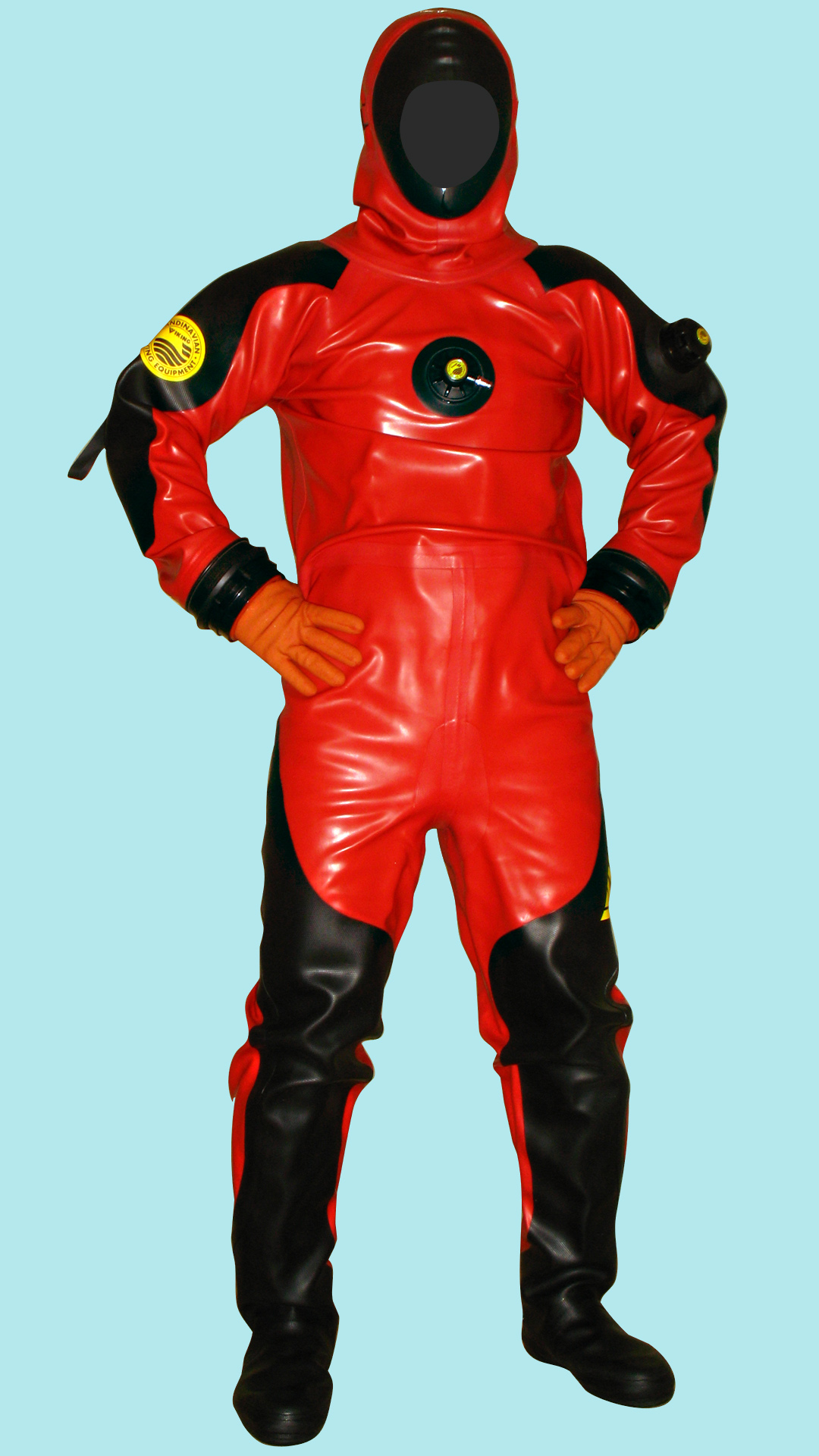
潜水用ドライスーツの例

保護スーツ（ほごスーツ、英語：exposure suit、exposure protection suit、anti-exposure suits）は、スクーバダイビング、サーフィン、ウィンドサーフィン（セイルボード）、ヨット、釣り（フィッシング）、水上オートバイ（ジェットスキー、マリンジェット）等のウォータースポーツ、あるいは水中土木、レスキュー・サルベージ、海上建築物上での作業等の職業的な水中・水上活動において、身体を体温損失や外傷、有害生物等から保護するために用いられる衣服である。
特に水上活動においては、着用によりある程度の浮力を確保できることから安全性が向上する意義もある。着用者の身体が水に濡れるウェットスーツと、水に濡れないドライスーツの2種に大別される。前者は主として水温が比較的高い場合、後者は主として水温が比較的低い場合に着用される。
日本では、水温が低い時期に水泳・遊泳することが少ないため、これらの活動で保護スーツを着用することはあまり無いが、トライアスロンなどの競技者や、夏でも水温が低い北欧等の地域では、これらの活動に際してもウェットスーツを着用することがある。